# 福井県道271号敦賀駅東線
福井県道271号敦賀駅東線（ふくいけんどう271ごう つるがえきひがしせん）は、福井県敦賀市を通る一般県道である。

## 概要
2024年（令和6年）3月16日に石川県の金沢駅から当地まで延伸開業の北陸新幹線、ならびに同線高架下へ増設の北陸本線新ホームとともに新設となった敦賀駅の東口（やまなみ口）交通広場と、国道8号現道（敦賀バイパス）を結ぶ。
福井県道において従前の「○○停車場線」でなく「○○駅線」としたのは、同様に新幹線駅と国道8号を結ぶ新設路線である越前市の福井県道269号越前たけふ駅線（路線認定時の名称は南越駅線）と同日でともに初の事例。

### 路線データ
県道の認定告示に基づく整理番号、路線名、起終点および重要な経過地は次のとおり。
- 整理番号：271
- 路線名：敦賀駅東線
- 起点：敦賀駅（福井県敦賀市津内、JR西日本北陸本線・北陸新幹線 敦賀駅東口）
- 終点：敦賀市中（敦賀駅東交差点=国道8号敦賀バイパス交点）
- 重要な経過地：なし
- 総延長：0.7 km
- 道路規格：第3種第2級
- 設計速度：40 km/h
- 車線数：2車線

## 歴史
- 2017年（平成29年）4月1日 - 福井県、一般県道敦賀駅東線として路線認定[2]。
- 2022年（令和4年）11月10日 - 一部区間（敦賀市若泉町 - 同地内）供用開始[3]
- 2023年（令和5年）3月30日 - 一部区間（敦賀市若泉町 - 同市中）供用開始[4]
- 2024年（令和6年）3月16日 - 残区間（敦賀市津内 - 同市若泉町）供用開始[5]、全線開通。

## 地理
敦賀市が策定した「（仮称）新幹線敦賀駅線 道路計画」の図によると、起点付近はかつて敦賀機関区（のち敦賀第一機関区）の敷地で、鉄道車両用の扇型機関庫があった場所にあたる。線路方向に合わせて北東向きの起点から間もなく南東方向へ大きくカーブした先の木ノ芽川を渡ると、終点付近まで直線の線形。終点で国道8号に合流して北約200 mで北陸自動車道（敦賀IC）と分岐合流、料金所を経て米原方面へ約1.5 km先の敦賀JCTで舞鶴若狭自動車道へ接続と、福井県の高速陸上輸送の接続点が本路線終点からおよそ半径1 km以内に集中することとなった。

### 通過する自治体
- 敦賀市

### 交差する道路
| 交差する道路                | 交差する場所 | 交差する場所         |
| --------------------------- | ------------ | -------------------- |
| 国道8号現道（敦賀バイパス） | 中           | 敦賀駅東交差点／終点 |

### 沿線
- JR西日本北陸新幹線・北陸本線・小浜線、ハピラインふくい線 敦賀駅東口（やまなみ口）
- きらめきスタジアム
- 福井県道210号余座若葉線 - 終点から東（直進）方向の市道約150 mを経て接続。
- E8 北陸自動車道 4 敦賀IC - 終点から北（左折）方向の国道8号現道約200 mを経て接続。